# Goniocera schistacea
Goniocera schistacea là một loài ruồi trong họ Tachinidae.